# Rothesay Open 2024 - Doppio femminile
Il doppio femminile del torneo di tennis professionistico Rothesay Open 2024, facente parte della categoria WTA 250 nell'ambito dell'WTA Tour 2024, si gioca al Nottingham Tennis Centre di Nottingham, nel Regno Unito, dal 10 al 16 giugno 2024. Ulrikke Eikeri e Ingrid Neel erano le detentrici del titolo, ma Eikeri ha deciso di non partecipare a questa edizione del torneo, mentre Neel ha scelto di partcecipare nel concomitante torneo di Rosmalen.
In finale Gabriela Dabrowski e Erin Routliffe hanno sconfitto Harriet Dart e Diane Parry con il punteggio di 5-7, 6-3, [11-9], dopo aver salvato un championship point nel super-tiebreak.

## Teste di serie
1. Gabriela Dabrowski /  Erin Routliffe (Campionesse)
2. Nicole Melichar-Martinez /  Ellen Perez (quarti di finale)

1. Caroline Dolehide /  Desirae Krawczyk (primo turno)
2. Ena Shibahara /  Heather Watson (quarti di finale, ritirate)

## Wildcard
1. Sarah Beth Grey /  Tara Moore (primo turno)

## Tabellone

### Legenda
| - Q = Qualificato - WC = Wild card - LL = Lucky loser | - ALT = Alternate - SE = Special Exempt - PR = Protected Ranking | - w/o = Walkover - r = Ritirato - d = Squalificato |

|  | Primo turno | Primo turno                 | Primo turno                 | Primo turno | Primo turno |  |  | Quarti di finale | Quarti di finale            | Quarti di finale            | Quarti di finale     | Quarti di finale  |                |     | Semifinale | Semifinale                        | Semifinale              | Semifinale               | Semifinale |   |     | Finale | Finale | Finale | Finale | Finale |  |
|  |             |                             |                             |             |             |  |  |                  |                             |                             |                      |                   |                |     |            |                                   |                         |                          |            |   |     |        |        |        |        |        |  |
|  | 1           | G Dabrowski E Routliffe     | G Dabrowski E Routliffe     | 6           | 6           |  |  |                  |                             |                             |                      |                   |                |     |            |                                   |                         |                          |            |   |     |        |        |        |        |        |  |
|  |             | A Barnett F Christie        | A Barnett F Christie        | 1           | 0           |  |  | 1                | G Dabrowski E Routliffe     | G Dabrowski E Routliffe     | 6                    | 6                 |                |     |            |                                   |                         |                          |            |   |     |        |        |        |        |        |  |
|  |             | N Hibino S Murray Sharan    | N Hibino S Murray Sharan    | 5           | 3           |  |  |                  | N Bains M Lumsden           | N Bains M Lumsden           | 1                    | 3                 |                |     |            |                                   |                         |                          |            |   |     |        |        |        |        |        |  |
|  |             | N Bains M Lumsden           | N Bains M Lumsden           | 7           | 6           |  |  |                  |                             |                             |                      |                   |                |     | 1          | G Dabrowski E Routliffe           | G Dabrowski E Routliffe | 6                        | 6          |   |     |        |        |        |        |        |  |
|  | 3           | C Dolehide D Krawczyk       | 6                           | 3           | [4]         |  |  |                  |                             |                             | A Krueger S Zhang    | A Krueger S Zhang | 0              | 4   |            |                                   |                         |                          |            |   |     |        |        |        |        |        |  |
|  |             | A Krueger S Zhang           | 3                           | 6           | [10]        |  |  |                  | A Krueger S Zhang           | 63                          | 6                    | [10]              |                |     |            |                                   |                         |                          |            |   |     |        |        |        |        |        |  |
|  |             | M Fręch K Kawa              | M Fręch K Kawa              | 6           | 6           |  |  |                  | M Fręch K Kawa              | 7                           | 3                    | [7]               |                |     |            |                                   |                         |                          |            |   |     |        |        |        |        |        |  |
|  |             | Q Gleason Q Tang            | Q Gleason Q Tang            | 2           | 3           |  |  |                  |                             |                             |                      |                   |                |     | 1          | Gabriela Dabrowski Erin Routliffe | 5                       | 6                        | [11]       |   |     |        |        |        |        |        |  |
|  |             | C Burel C Osorio            | C Burel C Osorio            | 6           | 6           |  |  |                  |                             |                             |                      |                   |                |     |            |                                   |                         | Harriet Dart Diane Parry | 7          | 3 | [9] |        |        |        |        |        |  |
|  |             | H Guo X Jiang               | H Guo X Jiang               | 3           | 2           |  |  |                  | C Burel C Osorio            | C Burel C Osorio            | C Burel C Osorio     | w/o               |                |     |            |                                   |                         |                          |            |   |     |        |        |        |        |        |  |
|  | WC          | SB Grey T Moore             | SB Grey T Moore             | 3           | 4           |  |  | 4                | E Shibahara H Watson        | E Shibahara H Watson        | E Shibahara H Watson |                   |                |     |            |                                   |                         |                          |            |   |     |        |        |        |        |        |  |
|  | 4           | E Shibahara H Watson        | E Shibahara H Watson        | 6           | 6           |  |  |                  |                             |                             |                      |                   |                |     |            | C Burel C Osorio                  | C Burel C Osorio        | C Burel C Osorio         |            |   |     |        |        |        |        |        |  |
|  |             | H-c Chan F-h Wu             | H-c Chan F-h Wu             | 2           | 2           |  |  |                  |                             |                             | H Dart D Parry       | H Dart D Parry    | H Dart D Parry | w/o |            |                                   |                         |                          |            |   |     |        |        |        |        |        |  |
|  |             | H Dart D Parry              | H Dart D Parry              | 6           | 6           |  |  |                  | H Dart D Parry              | H Dart D Parry              | 6                    | 6                 |                |     |            |                                   |                         |                          |            |   |     |        |        |        |        |        |  |
|  |             | A Parks A Smith             | A Parks A Smith             | 2           | 2           |  |  | 2                | N Melichar-Martinez E Perez | N Melichar-Martinez E Perez | 4                    | 4                 |                |     |            |                                   |                         |                          |            |   |     |        |        |        |        |        |  |
|  | 2           | N Melichar-Martinez E Perez | N Melichar-Martinez E Perez | 6           | 6           |  |  |                  |                             |                             |                      |                   |                |     |            |                                   |                         |                          |            |   |     |        |        |        |        |        |  |